# Эчеверрия, Франсиско Хавьер
Франсиско Хавьер Эчеверрия (исп. Francisco Javier Echeverría; 2 июля 1797, Халапа-Энрикес, Веракрус — 17 сентября 1852, Мехико) — мексиканский политический и государственный деятель, предприниматель. Временный Президент Мексики (20 сентября 1841-10 октября 1841).

## Биография
Родился в богатой семье. Изучал финансы или бухгалтерский учёт. До 1829 года работал в коммерческой фирме своей семьи, позже занялся политикой. Был избран депутатом местного конгресса (1829) от штата Веракрус, затем член Финансового комитета. В 1834 году переехал в Мехико, где возглавил семейную фирму Viuda de Echeverría e Hijos.
Консервативный политик. В мае 1834 года был назначен министром финансов в правительстве президента Антонио Лопеса де Санта-Анны. В том же году из-за разногласий с правительством ушёл в отставку. Вновь занял пост министра финансов в 1841 г.
В 1836 году — член Государственного совета Мексики при президенте Анастасио Бустаманте. В 1839—1841 годах был секретарём казначейства. После того, как в результате Кондитерской войны (1838) через свою компанию ссудил правительству 662 000 песо медью, получая оплату серебром, за что его сильно кричали в прессе.
Вице-президент Мексики. 21 сентября 1841 года Конгресс Мексики назначил Франсиско Хавьер Эчеверрия временным президентом Мексики, в то время как Анастасио Бустаманте сражался против своих врагов. Эчеверрия занимал кресло президента до 10 октября 1841. Покинул пост, после возврата к власти либералов.
В 1850 году вернулся в политику, был избран депутатом Конгресса. Занимал руководящие должности в комитете по Пенитенциарной системе, руководил Академией Сан-Карлос.